# Genista suanica
Genista suanica är en ärtväxtart som beskrevs av Schischkin. Genista suanica ingår i släktet ginster, och familjen ärtväxter. Inga underarter finns listade i Catalogue of Life.